# アヴニールプロダクション
アヴニールプロダクション（AVENIR PRODUCTION)は、日本の知的障害者及び身体障害者専門芸能事務所。所在地は荒川区東日暮里。障害のあるタレントをテレビ番組や映画、舞台、テレビCMなどに輩出。タレントは障害者役などを演じる。

## 概要
2017年5月10日設立。所属タレントは全員障害当事者。
NHK BSプレミアム（2023）・地上波ドラマ10（2024）『家族だから愛したんじゃなくて、愛したのが家族だった』や、映画『PERFECT DAYS』に出演した吉田葵（2019～2023所属）を輩出。

## 代表者
代表取締役：田中康路

## 所属タレント
- 石井貴浩
- 神子彩
- 鈴木崇太
- 上野真之介
- 松下奈津希
- 川井鷹
- 萬瀬幸範
- 芽衣
- 難波咲
- 小籔伸也
- 幸坂彩芭
- 青木遥音
- 幸芽
- 小髙凌
- 瑞希
- 菅波柚希
- 福田航大
- MIKI
- 山本心誠
- 丸山晴生
- 工藤星奈

他